# 藤池昇
藤池 昇龍（ふじいけ のぼる、1953年8月24日 - 2017年2月19日）は、福岡県飯塚市出身の元プロゴルファー・元プロ野球選手（捕手）。プロ野球選手時代の登録名は「藤池 昇」。

## 来歴・人物
子供の頃から野球漬けの毎日で、強豪として知られていた飯塚商業に進学。高校時代から捕手であったが、膝の状態があまり良くなかったため、一塁手を務めることもあった。身体能力には恵まれていて、打撃練習では100m超えを連発し、それを目にした大洋ホエールズのスカウトの目に留まる。
卒業後は東京六大学リーグでのプレーを希望し、早稲田大学・明治大学のセレクションを受ける。明大への進学が内定していたものの、1971年のドラフト9位で大洋ホエールズに入団。子供の頃から夢に見ていたプロ野球選手になりたいとの一心で、大学進学を願っていた両親を説得し、プロ入りを選択したが、足の怪我で出場できなかった。2年目の1973年、山本恒敬との交換トレードで根本学と共に日拓ホームフライヤーズへ移籍。膝の状態が悪く、俊足を活かして外野手で出場していたが、3年目の1974年に右膝半月板を故障。手術してカムバックする道もあったが、一軍出場のないまま、同年限りで現役を引退。
オールスターゲームで打撃捕手を務めた際には加藤初・鈴木啓示・松岡弘・新浦壽夫の球を捕り、日拓→日本ハム時代は張本勲に大変可愛がられ、愛用のバットを貰ったこともあったが、張本のバットは非常に特殊な形状で、使いにくかった。
3年目の練習中にバットを使い、ゴルフの真似事をしていると、先輩から「いいスイングだ。お前はゴルフの才能があるぞ」と褒められる。言われた時は半信半疑であったが、一念発起してプロゴルファーへの転向を決意。
引退後は麻生飯塚ゴルフ倶楽部で藤井義将に弟子入りし、同じ所属プロで藤井の弟子であった秋富由利夫や友利勝良とのラウンドで腕を磨いた。藤池は毎日何百回もの素振りをして上達し、ゴルフを始めて3年10ヶ月後の1978年にプロテストに4回目の挑戦で合格。異例の早さでプロ入りすると、29歳でアジアサーキットのシード権を獲得。借金をして5年くらい各地を周り、1983年に出場したメギョンオープン（韓国）では山田博士・呂西鈞（中華民国）、ラファエル・アラルコン（メキシコ）、レイ・アリーノ（アメリカ）、陳志明（中華民国）に次ぐ9位タイに入った。
帰国後は山口オープンで初優勝、東急大分オープンでも優勝し、絶好調で迎えた1983年の九州オープンでツアー初優勝を達成するが、直後に左目網膜剥離を患う。手術を2回行い、50日余りの入院を余儀なくされ、最初の2週間は食事とトイレ以外はずっとベッドの上で過ごした。半年もゴルフが出来なかった時は精神的に追い詰められ、復帰後も亡くなるまで左目の視力はほとんどなかった。
その後も半月板損傷、3回ほど喉の手術などを経験したが、その度に「自分は大器晩成型だ」と言い聞かせて復帰に向けたトレーニングに励む。1984年のかながわオープンでは初日首位で、最終日に尾崎将司・金子柱憲と最終組で回って2位に終わる。尾崎からは「いいゴルフをしているし、今年の九州オープンも勝てそうだな」と声をかけられたが、その後のKBCオーガスタでイップスを発症。パターの時に全く手が動かなくなってしまうが、アメリカに行った知人に頼んで買ってもらった長尺パターを使うようになり、ようやく手が動くようになった。
1993年には昇龍に改名し、筑紫ヶ丘ゴルフクラブに移籍した1997年には14年ぶりの九州オープン優勝を決める。1998年の三菱ギャラントーナメント初日では44歳で当時の日本最小ストローク新記録（60打）を達成し、マスコミでも大きく報道され、外国人選手たちには「ミスター・シックスティー」と呼ばれた。2日目は雨の影響でスタート時間が大幅に遅れ、24組がホールアウトできなかったが、藤池はパープレーで依然として暫定トップをキープ。好天に恵まれた3日目は、早朝に第2ラウンドの続きを消化した後に第3ラウンドを開始。3人が並んだ首位を尾崎・丸山茂樹と共に2打差で追う展開になった。
50歳になった2003年にはシニアに転向し、デビュー戦となった日本プロシニアで優勝し、初の日本タイトルを獲得。3日目まで首位に1打差2位スタート、4バーディノーボギーの68トータル278ストロークで回り、最終日に首位でスタートした高橋勝成と激しいデットヒートを繰り広げた末に1打差を付け、見事初優勝を飾った。
2004年はファンケルシニア3位タイ、日本シニアオープン12位タイなどシニアツアー全試合に出場して賞金ランク14位であった。
2006年は鬼ノ城シニア5位タイ、ファンケル6位タイ、アデランスウェルネスオープン7位タイという上位の成績で、シニア全試合に出場して賞金ランク9位であった。
2007年はアデランス・ファンケル3位などシニア全試合出場で賞金ランク9位に入り、バーディ数ではPGA Handa Cup2日目に2度の4連続バーディを含む9バーディなどして量産、年間100個のバーディを奪い部門別の1位になっている。
2008年もスターツシニア4位、鬼ノ城シニア7位タイなど出場9試合中5試合でベスト10入り、賞金ランク15位として6年連続シード入りを果たした。
2009年はツアー前半戦は体調が優れず、本来の歯切れのいいプレーは影を潜めたが、後半戦は何とか持ち直してぎりぎり賞金ランク30位に飛び込んだ。
その後は脳梗塞、2年続けて心臓の大手術も受けた。2度目の心臓の手術はプレー中に異常を感じて途中でリタイアしての再手術であり、退院後も本調子ではなかったが、2013年のTVQシニアオープンで優勝。
2014年からは日本プロゴルフ協会理事。
2017年2月19日午前9時24分、福岡県飯塚市の自宅で死去。63歳没。死因は不明。

## 優勝歴
レギュラー
- 1983年 - 九州オープン

シニア
- 2003年 - 日本プロシニア、コマツオープン
- 2005年 - 台湾モバイル・シニアオープン（海外）
- 2013年 - TVQシニアオープン

その他
- 1983年 - 山口オープン、東急大分オープン
- 1996年 - 山口オープン
- 1997年 - 九州オープン（後援競技）
- 1998年 - 東急大分オープン
- 2002年 - 山口オープン
- 2006年 - 長野オープン[21]

## 詳細情報

### 年度別打撃成績
- 一軍公式戦出場なし

### 背番号
- 66 （1972年）
- 62 （1973年）
- 45 （1974年）